# Saint-Georges-des-Groseillers
Pour les articles homonymes, voir Saint-Georges, Saint Georges (homonymie) et Georges.
Saint-Georges-des-Groseillers est une commune française, située dans le département de l'Orne en région Normandie, peuplée de 3 169 habitants.

## Géographie
Le territoire communal s'étend sur la rive droite de la Vère (affluent du Noireau) en aval de Flers dont il est limitrophe. Le sud du territoire est par ailleurs compris dans la zone urbaine flérienne. L'atlas des paysages de la Basse-Normandie place la commune au nord-est de l'unité des hauts pays de l’ouest ornais et du Mortainais située majoritairement au nord-ouest du département de l'Orne et caractérisée par un «  paysage  rude,  marqué  par  un  relief  complexe modelé par les cours d’eau qui en divergent comme d’un château d’eau ».
Le bourg est à 2,5 km au nord de Flers et à 10 km au sud de Condé-sur-Noireau. La commune est parcourue par deux ramifications de la route départementale 962, l'une la reliant à Flers au sud et rejoignant l'autre au nord du territoire, s'unissant en direction de Condé-sur-Noireau et Caen. Cette autre ramification longe la limite nord-est, tantôt sur Saint-Georges, tantôt sur Aubusson, et rejoint la départementale 924 Flers-Argentan, servant ainsi de voie de contournement de l'agglomération.
Saint-Georges-des-Groseillers est dans le bassin de l'Orne, par son sous-affluent la Vère qui délimite le territoire du sud-ouest au nord. Trois de ses affluents parcourent le territoire communal : le ruisseau de la Planchette qui marque la limite avec Flers au sud, le ruisseau d'Aubusson qui marque la limite avec Aubusson à l'est et un ruisseau plus modeste au sud du bourg.
Creusé par la vallée de la Vère à l'ouest, le territoire est ponctué de quelques collines. Le point culminant (276/278 m) se situe à l'est, à proximité du lieu-dit le Haut Faix, près du château d'eau et de la D 807. La route remonte également à une hauteur comparable à la sortie du territoire, au  carrefour de la Trigale. Le point le plus bas (172 m) correspond à la sortie de la Vère de la commune, au nord.
Le climat est océanique, comme dans tout l'Ouest de la France. La station météorologique la plus proche est Caen-Carpiquet, à 47 km, mais Alençon-Valframbert et Granville-Pointe du Roc sont à moins de 75 km. Le bocage flérien s'en différencie toutefois pour la pluviométrie annuelle qui, à Saint-Georges-des-Groseillers, avoisine les 950 mm.
Les lieux-dits sont, du nord-ouest à l'ouest, dans le sens horaire : le Moulin de la Riptière, la Fosse, le Castel (au nord), la Poterie, la Riptière, le Bourg, les Groseillers, le Clos, Launay Cornu, les Bruyères (à l'est), Sotavie, le Haut Faix, le Bas Faix, le Bois de Flers, Bellevue (au sud), la Garenne, le Moulin de Launay, le Hameau de Vère, les Nouettes, la Bourdonnière et le Prieuré (à l'ouest).
| Caligny        | Caligny                       | Montilly-sur-Noireau (par un angle) Aubusson |
| La Lande-Patry | Saint-Georges-des-Groseillers | Aubusson                                     |
| La Lande-Patry | Flers                         | Flers                                        |

### Hydrographie
La commune est située dans le bassin Seine-Normandie. Elle est drainée par la Vere, la Vère, le cours d'eau 01 des Nouettes, le cours d'eau 01 du Bois de Flers, le cours d'eau 02 du Vivret, le fossé 03 du Clos, le ruisseau d'Aubusson et divers autres petits cours d'eau,.
La Vère, d'une longueur de 25 km, prend sa source dans la commune de Landigou et se jette  dans le Noireau à Saint-Pierre-du-Regard, après avoir traversé douze communes. 

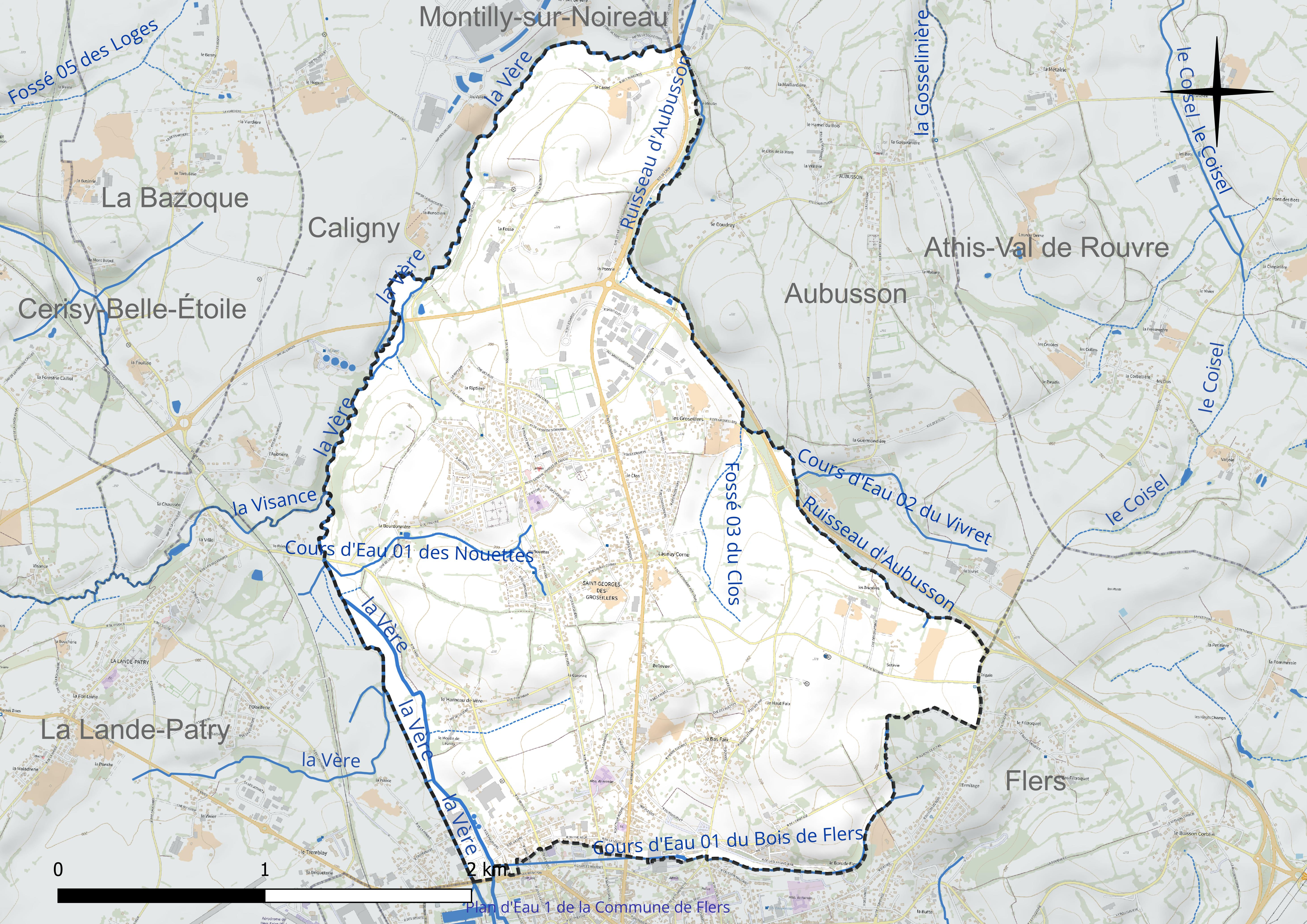
Réseau hydrographique de Saint-Georges-des-Groseillers.

### Climat
Pour des articles plus généraux, voir Climat de la Normandie et Climat de l'Orne.
En 2010, le climat de la commune est de type climat océanique franc, selon une étude du CNRS s'appuyant sur une série de données couvrant la période 1971-2000. En 2020, Météo-France publie une typologie des climats de la France métropolitaine dans laquelle la commune est exposée à un climat océanique et est dans la région climatique Normandie (Cotentin, Orne), caractérisée par une pluviométrie relativement élevée (850 mm/a) et un été frais (15,5 °C) et venté. Parallèlement le GIEC normand, un groupe régional d’experts sur le climat, différencie quant à lui, dans une étude de 2020, trois grands types de climats pour la région Normandie, nuancés à une échelle plus fine par les facteurs géographiques locaux. La commune est, selon ce zonage, exposée à un « climat contrasté des collines », correspondant au Bocage normand, bien arrosé, voire très arrosé sur les reliefs les plus exposés au flux d’ouest, et frais en raison de l’altitude.
Pour la période 1971-2000, la température annuelle moyenne est de 10,3 °C, avec une amplitude thermique annuelle de 13,3 °C. Le cumul annuel moyen de précipitations est de 928 mm, avec 13,4 jours de précipitations en janvier et 8 jours en juillet. Pour la période 1991-2020, la température moyenne annuelle observée sur la station météorologique la plus proche, située sur la commune d'Athis-Val de Rouvre à 7 km à vol d'oiseau, est de 10,6 °C et le cumul annuel moyen de précipitations est de 944,7 mm,. Pour l'avenir, les paramètres climatiques de la commune estimés pour 2050 selon différents scénarios d’émission de gaz à effet de serre sont consultables sur un site dédié publié par Météo-France en novembre 2022.

## Urbanisme

### Typologie
Au 1er janvier 2024, Saint-Georges-des-Groseillers est catégorisée ceinture urbaine, selon la nouvelle grille communale de densité à sept niveaux définie par l'Insee en 2022.
Elle appartient à l'unité urbaine de Flers, une agglomération intra-départementale regroupant cinq  communes, dont elle est une commune de la banlieue,,. Par ailleurs la commune fait partie de l'aire d'attraction de Flers, dont elle est une commune de la couronne,. Cette aire, qui regroupe 38 communes, est catégorisée dans les aires de 50 000 à moins de 200 000 habitants,.

### Occupation des sols
L'occupation des sols de la commune, telle qu'elle ressort de la base de données européenne d’occupation biophysique des sols Corine Land Cover (CLC), est marquée par l'importance des territoires agricoles (66,4 % en 2018), en diminution par rapport à 1990 (73,6 %). La répartition détaillée en 2018 est la suivante : 
prairies (42,5 %), zones urbanisées (26,7 %), zones agricoles hétérogènes (16,1 %), terres arables (7,8 %), zones industrielles ou commerciales et réseaux de communication (5,5 %), mines, décharges et chantiers (1,5 %). L'évolution de l’occupation des sols de la commune et de ses infrastructures peut être observée sur les différentes représentations cartographiques du territoire : la carte de Cassini (XVIIIe siècle), la carte d'état-major (1820-1866) et les cartes ou photos aériennes de l'IGN pour la période actuelle (1950 à aujourd'hui).

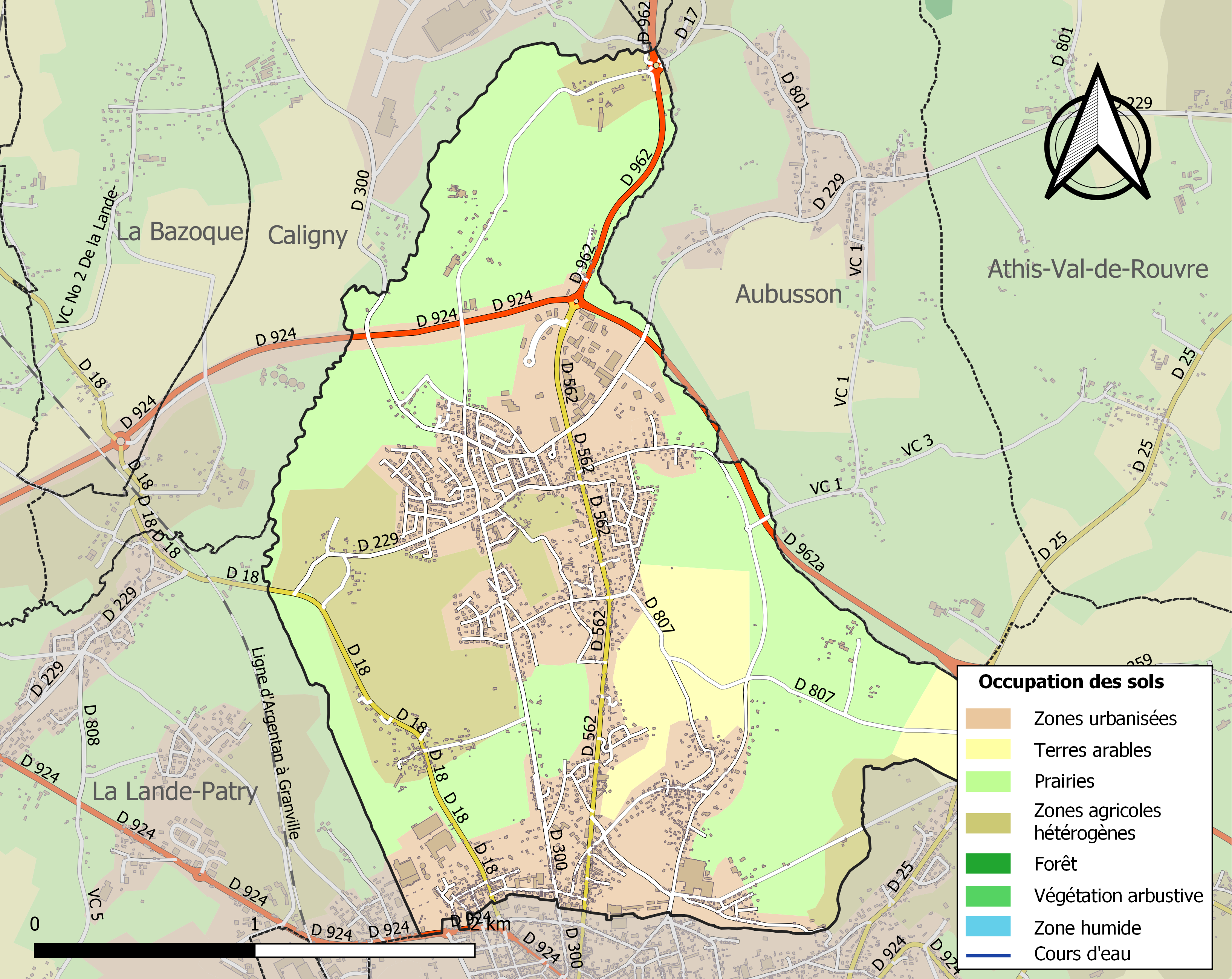
Carte des infrastructures et de l'occupation des sols de la commune en 2018 (CLC).

## Toponymie
Le nom de la localité est attesté sous les formes Sancti Georgii des Groiseilliers vers 1350, Saint George des Groiseillers en 1793, Saint-Georges-des-Groseillers.
La paroisse est dédiée à Georges de Lydda, martyr chrétien du IVe siècle.
Pour Gérard Louise, le déterminant grosellier pourrait s'apparenter au substantif grève, le « gravier ». En effet, les noms de groue, groie, grève, grésil, auxquels s'ajoutent les diminutifs groisillon, grésillon, désignent très souvent une terrain caillouteux et pauvre. L'ancien français groe est le synonyme de gravier ou de cailloux ; la groéle est une terre mêlée de pierres, peu fertile.
Pour René Lepelley, l'origine de Groseillers est incertaine.
Le gentilé est Georgien.

## Histoire
Lors de la bataille de Normandie, Saint-Georges est libéré le même jour que Flers le 16 août 1944 par la 11e division blindée britannique,

## Politique et administration

### Tendances politiques et résultats
Candidats ou listes ayant obtenu plus 5 % des suffrages exprimés lors des dernières élections politiquement significatives :
- Régionales 2015[33] :
  - 1er tour (58,22 % de votants) : Hervé Morin (Union de la droite) 30,25 %, Nicolas Mayer-Rossignol (Union de la gauche) 27,08 %, Nicolas Bay (FN) 22,48 %.
  - 2e tour (68,69 % de votants) : Hervé Morin (Union de la droite) 40,45 %, Nicolas Mayer-Rossignol (Union de la gauche) 38,33 %, Nicolas Bay ([FN) 25,43 %.
- Européennes 2014[34] (53,07 % de votants) : UMP (Jérôme Lavrilleux) 26,47 %, FN (Marine Le Pen) 24,44 %, PS-PRG (Gilles Pargneaux) 14,44 %, UDI - MoDem (Dominique Riquet) 9,92 %, EÉLV (Karima Delli) 8,05 %, DLR (Jean-Philippe Tanguy) 5,94 %.
- Législatives 2012[35] :
  - 1er tour (68,04 % de votants) : Yves Goasdoué (DVG) 43,35 %, Jérôme Nury (UMP) 36,72 %, Francine Lavanry (FN) 8,17 %.
  - 2e tour (69,84 % de votants) : Yves Goasdoué (DVG) 53,01 %, Jérôme Nury (UMP) 46,99 %.
- Présidentielle 2012[36] :
  - 1er tour (88,60 % de votants) : Nicolas Sarkozy (UMP) 30,04 %, François Hollande (PS) 28,31 %, Marine Le Pen (FN) 14,84 %, François Bayrou (MoDem) 11,87 %, Jean-Luc Mélenchon (FG) 8,91 %.
  - 2e tour (88,33 % de votants) : Nicolas Sarkozy (UMP) 50,07 %, François Hollande (PS) 49,93 %.
- Européennes 2009[37] (46,21 % de votants) : Majorité présidentielle (Dominique Riquet) 27,48 %, PS (Gilles Pargneaux) 18,17 %, LV (Hélène Flautre) 14,56 %, Centre-MoDem (Corinne Lepage) 11,02 %, FN (Marine Le Pen) 5,77 %.

### Administration municipale
| Période                                  | Période                       | Identité                      | Étiquette | Qualité |
| ---------------------------------------- | ----------------------------- | ----------------------------- | --------- | --- |
| 1790                                     | 1792                          | Nicolas Vardon                |           | |
| 1793                                     | 1795                          | Jean Lecornu                  |           | |
| 1795                                     | 1795                          | Nicolas Vardon                |           | |
| 1800                                     | 1811                          | Jacques François Vardon       |           | |
| 1811                                     | 1843                          | Jacques Lecornu               |           | |
| 1843                                     | 1843                          | Jean Chaufray                 |           | |
| 1867                                     | 1880                          | Jacques Duval                 |           | |
| 1881                                     | 1889                          | Alexandre Chantepie           |           | |
| 1889                                     | 1892                          | Victor Malherbe               |           | |
| 1892                                     | 1908                          | Albert Chatel                 |           | |
| 1908                                     | 1940                          | Ferdinand Letortu (1873-1949) |           | |
| 1941                                     | mars 1971                     | Henri Malherbe                |           | |
| mars 1971                                | mars 1989                     | Maurice Lecocq                |           | Entrepreneur de batiment |
| mars 1989                                | juin 1995                     | Jacques Jousse (1930-2019)    |           | Directeur de banque |
| juin 1995                                | mars 2008                     | Anna Gerbet (1934-2022)       | DVD       | Comptable dans le bâtiment Adjointe du maire de Flers (1983 → 1989) Vice-présidente de la CA du Pays de Flers Chevalier de la Légion d'honneur (2004) |
| mars 2008                                | mai 2020                      | Guy Lange                     | DVD       | Industriel retraité 8e vice-président de Flers Agglo (2017 → 2020)                                                                                    |
| mai 2020                                 | En cours (au 25 février 2022) | Stéphane Terrier              | DVD       | Ancien boulanger-pâtissier Conseiller départemental de Flers-2 (2021 → ) 13e vice-président de Flers Agglo (2020 → )                                  |
| Les données manquantes sont à compléter. |                               |                               |           | |

Le conseil municipal est composé de vingt-trois membres dont le maire et cinq adjoints.

## Démographie
L'évolution du nombre d'habitants est connue à travers les recensements de la population effectués dans la commune depuis 1793. Pour les communes de moins de 10 000 habitants, une enquête de recensement portant sur toute la population est réalisée tous les cinq ans, les populations de référence des années intermédiaires étant quant à elles estimées par interpolation ou extrapolation. Pour la commune, le premier recensement exhaustif entrant dans le cadre du nouveau dispositif a été réalisé en 2008.
En 2022, la commune comptait 3 169 habitants, en évolution de −1,98 % par rapport à 2016 (Orne : −3,21 %, France hors Mayotte : +2,11 %).
Saint-Georges-des-Groseillers a compté jusqu'à 3 405 habitants en 1982.
| 1793 | 1800 | 1806 | 1821  | 1831  | 1836  | 1841  | 1846  | 1851  |
| ---- | ---- | ---- | ----- | ----- | ----- | ----- | ----- | ----- |
| 798  | 825  | 945  | 1 043 | 1 062 | 1 412 | 1 544 | 1 565 | 1 716 |

| 1856  | 1861  | 1866  | 1872  | 1876  | 1881  | 1886  | 1891  | 1896  |
| ----- | ----- | ----- | ----- | ----- | ----- | ----- | ----- | ----- |
| 1 756 | 1 868 | 1 908 | 2 003 | 2 063 | 2 245 | 2 395 | 2 192 | 2 344 |

| 1901  | 1906  | 1911  | 1921  | 1926  | 1931  | 1936  | 1946  | 1954  |
| ----- | ----- | ----- | ----- | ----- | ----- | ----- | ----- | ----- |
| 2 273 | 2 334 | 2 280 | 2 076 | 1 981 | 2 011 | 2 035 | 2 283 | 2 330 |

| 1962  | 1968  | 1975  | 1982  | 1990  | 1999  | 2006  | 2008  | 2013  |
| ----- | ----- | ----- | ----- | ----- | ----- | ----- | ----- | ----- |
| 2 598 | 2 691 | 2 941 | 3 405 | 3 361 | 3 259 | 3 193 | 3 175 | 3 259 |

| 2018  | 2022  | - | - | - | - | - | - | - |
| ----- | ----- | - | - | - | - | - | - | - |
| 3 160 | 3 169 | - | - | - | - | - | - | - |

## Lieux et monuments

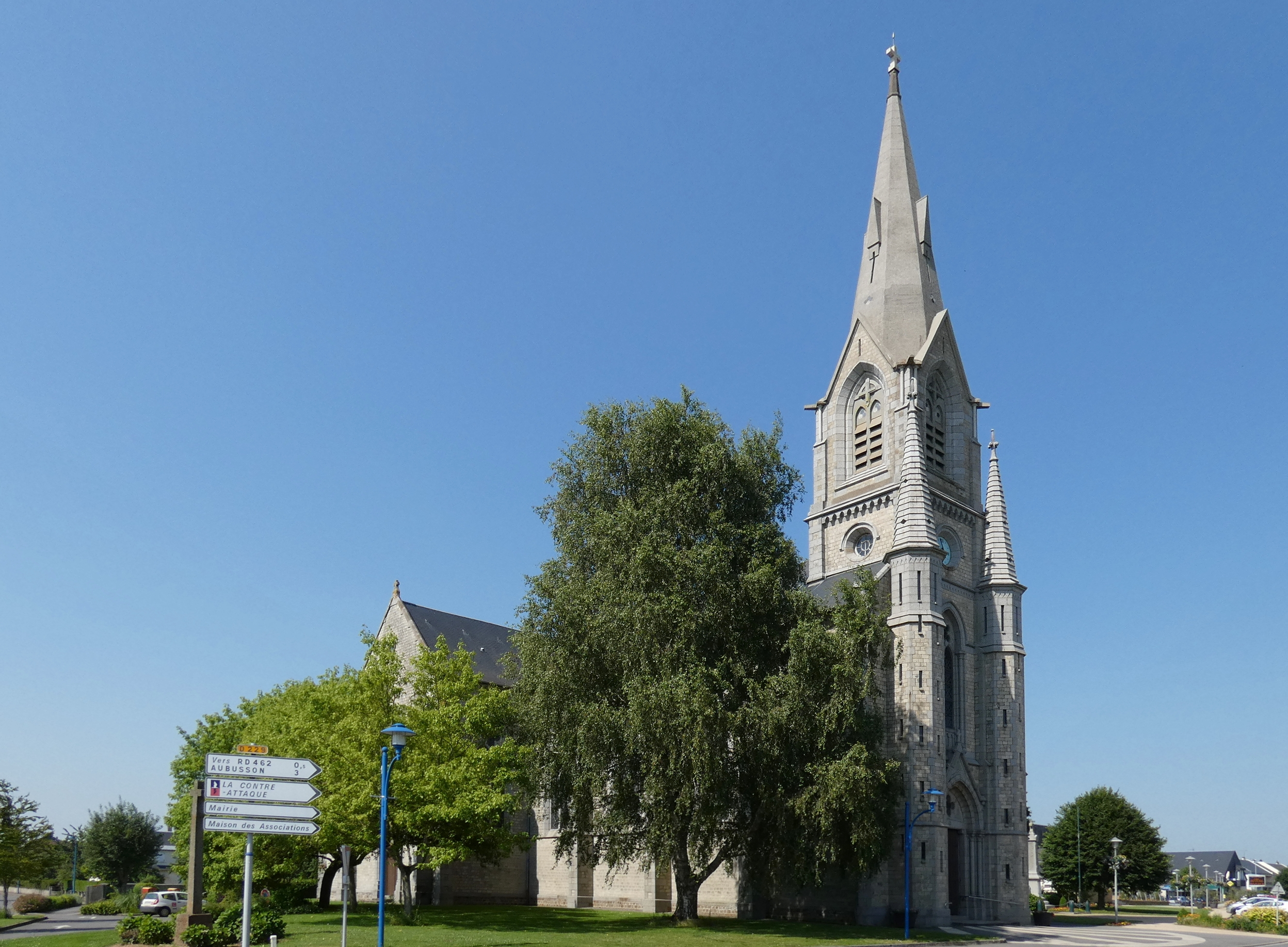
L'église Saint-Georges.

- Église Saint-Georges du XIXe siècle.
- Monument consacré aux soldats de la 11e division blindée britannique[47], au Pont de Vère.
- Stèle à la mémoire des soldats alliés[47].

## Activité et manifestations

### Sports
L'emblème du sport georgien est le léopard, en référence à son tout premier partenaire[réf. nécessaire].
En football, l'Association sportive des Léopards de Saint-Georges a été créée en 1968[réf. nécessaire]. Le club fait évoluer une équipe en ligue de Normandie et deux autres en divisions de district.
En 2024, le club compte 346 licenciés, comportant les U7-U9-U9F-U11-U11F-U13-U15-U18-Séniors-Séniors F-Foot Loisir[réf. nécessaire].

### Manifestations
- Fête communale à la mi-mai, avec salon des collectionneurs et vide-greniers[49].

## Personnalités liées à la commune
- François Morel, acteur, né en 1959 à Flers, a résidé à Saint-Georges-des-Groseillers durant toute son enfance.
- Zéphirin Jegard, cycliste et espérantophone, réside dans la commune.
- Aloïs Pottier, grimpeur, né en 1991 dans la commune.